# Miss You (Gabrielle Aplin-dal)
A Miss You Gabrielle Aplin angol énekes-dalszerző dala az azonos című albumról, amit kislemez formájában 2016. november 9-én adott ki a Never Fade Records. Szövegét Aplin és Liz Horsman írták, producerei Horsman és Mike Spencer voltak.

## Videóklip
A dal videóklipjét 2016. november 21-én töltötték fel a YouTube-ra.

## Helyezések
| Lemezeladási lista (2016)          | Legjobb helyezés |
| ---------------------------------- | ---------------- |
| Skócia (OCC)                       | 47               |
| Brit digitális kislemezlista (OCC) | 52               |

## Kiadás
| Régió              | Dátum             | Formátum  | Kiadó              |
| ------------------ | ----------------- | --------- | ------------------ |
| Egyesült Királyság | 2016. november 9. | Digitális | Never Fade Records |

## Fordítás
- Ez a szócikk részben vagy egészben  a   Miss You (Gabrielle Aplin song) című angol Wikipédia-szócikk ezen változatának fordításán alapul.  Az eredeti cikk szerkesztőit annak laptörténete sorolja fel. Ez a jelzés csupán a megfogalmazás eredetét és a szerzői jogokat jelzi, nem szolgál a cikkben szereplő információk forrásmegjelöléseként.